# 保東里
保東里，原稱保大東里，是台灣南部自清治時期至日治初期的一個行政區劃，其範圍包括今台南市的新化區南端及關廟區西北部。
保東里北邊為廣儲東里，東邊為內新豐里，東南邊為外新豐里，南邊為歸仁北里，西邊為保西里，西北邊為廣儲西里。

## 管轄街庄
保東里共轄3個庄：
- 今新化區境內：頂山腳庄
- 今關廟區境內：埤仔頭庄、下湖庄